# Mouzens (Dordogne)

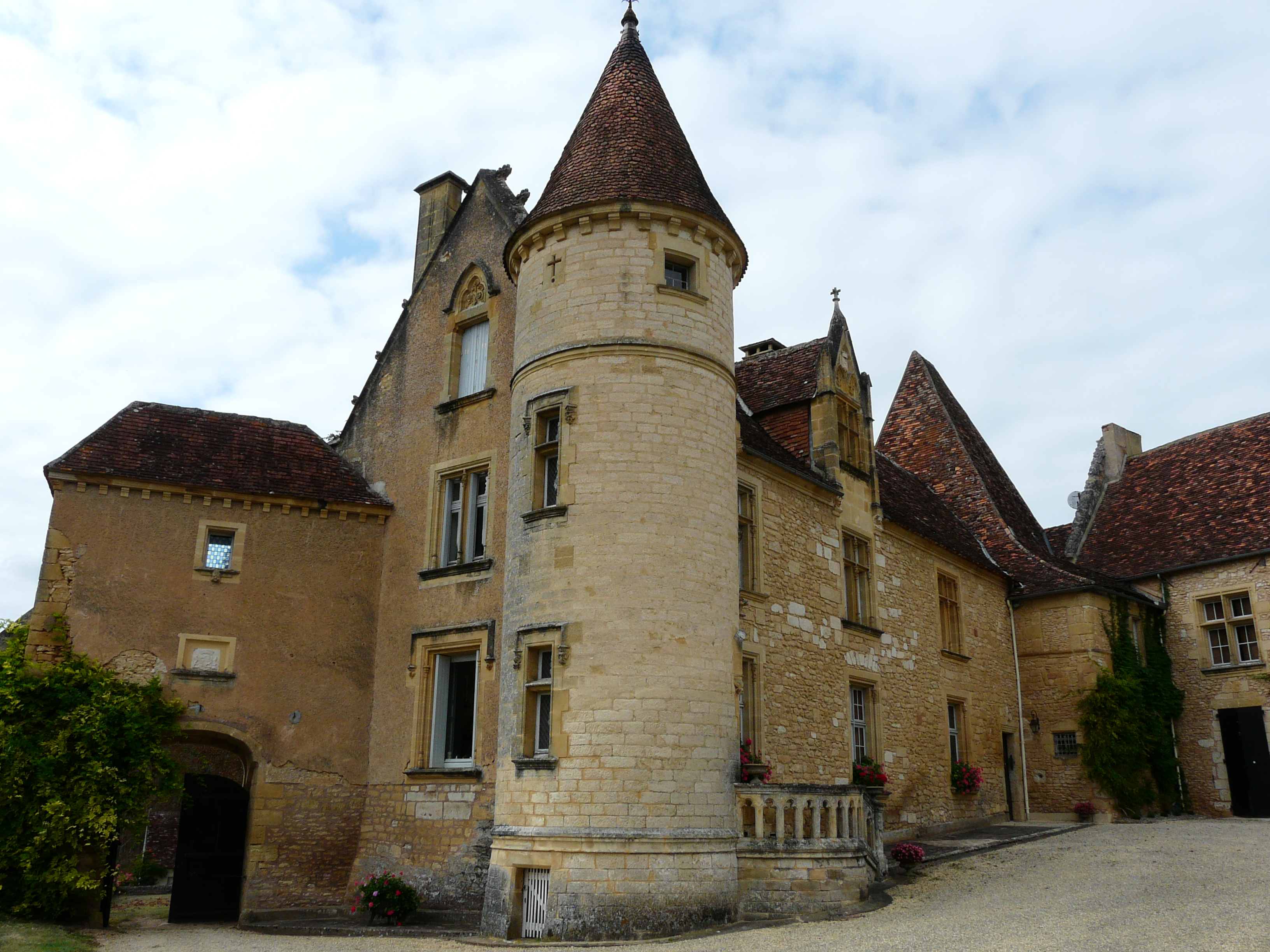
Château de Monsec

Mouzens (okzitanisch: Mosens) ist eine Ortschaft und eine Commune déléguée in der südwestfranzösischen Gemeinde Coux et Bigaroque-Mouzens mit 233 Einwohnern (Stand: 1. Januar 2017) im Département Dordogne in der Region Nouvelle-Aquitaine.

## Lage
Mouzens liegt in einer Höhe von etwa 100 m ü. d. M. auf dem Nordufer des Flusses Dordogne etwa 25 Kilometer (Fahrtstrecke) südwestlich von Sarlat-la-Canéda bzw. knapp 50 Kilometer östlich von Bergerac. Der sehenswerte Ort Belvès befindet sich nur 10 Kilometer südlich.

## Bevölkerungsentwicklung
| Jahr      | 1968 | 1975 | 1982 | 1990 | 1999 | 2006 | 2012 | 2017 |
| Einwohner | 214  | 186  | 202  | 196  | 227  | 238  | 239  | 233  |

Im 19. Jahrhundert hatte der Ort meist deutlich über 500 Einwohner. Die Reblauskrise im Weinbau und der Verlust von Arbeitsplätzen durch die Mechanisierung der Landwirtschaft haben seitdem zu einem deutlichen Bevölkerungsrückgang geführt.

## Wirtschaft
Bis in die heutige Zeit spielt die Landwirtschaft die größte Rolle im Wirtschaftsleben der Gemeinde: Der ehemals auch hier betriebene Weinbau ist jedoch nach der Reblauskrise gänzlich aufgegeben worden; Tabak und Mais sind ebenfalls auf dem Rückzug. Stattdessen hat man wieder den Anbau von Walnuss- und Esskastanienbäumen sowie von diversen Obstsorten entdeckt – darunter fällt auch die neu hinzugekommene Kiwifrucht. Einige leerstehende Häuser werden als Ferienwohnungen (gîtes) vermietet.

## Geschichte
Der Ort wird im Jahre 1333 erstmals erwähnt; damals gehörte der Ort zur englischen Krone. Die lokale Grundherrschaft wurde von den Seigneurs de Monsec ausgeübt, die verschiedenen Familien angehörten und deren Schloss gut einen Kilometer nördlich des Ortes steht.
Zum 1. Januar 2016 wurde mit der damaligen Nachbargemeinde Coux-et-Bigaroque die Commune nouvelle Coux et Bigaroque-Mouzens gebildet.

## Sehenswürdigkeiten
- Die kleine Kirche Notre-Dame de l’Assomption steht beim Friedhof. Es ist ein eher schmuckloser Bau des 15. oder 16. Jahrhunderts mit einer flachen Apsis aus Bruchsteinmauerwerk, die noch dem 12. Jahrhundert zugerechnet wird. Dagegen ist der Westturm erst im ausgehenden 19. Jahrhundert entstanden. Das einschiffige Langhaus ist gewölbt; die Apsisrückwand wird von einem schlichten barocken Altarretabel mit einem zentralen Kreuzigungsbild verdeckt.
- Das Château de Monsec (44° 51′ 5,7″ N, 1° 0′ 59,7″ O) wird im 14. Jahrhundert erstmals erwähnt; der zweiflügelige und zweigeschossige heutige Bau entstammt jedoch der Zeit des 15. und 16. Jahrhunderts und beeindruckt durch seine harmonischen Proportionen, in denen sich spätmittelalterliche mit Renaissance-Elementen verbinden. Beachtenswert sind die verschiedenen Fenstertypen. Das Schloss wurde im Jahr 2005 als Monument historique[1] anerkannt. Die separat stehende Schlosskapelle ist ein neogotischer Bau des 19. Jahrhunderts.